# 阿塞拜疆新世代共产党
阿塞拜疆新世代共产党（缩写为AYNKP）是阿塞拜疆的一个已不存在的共产主义政党。该党成立于2008年，分裂自阿塞拜疆共产党。该党的意识形态是共产主义、马克思列宁主义。该党的主席是Niyazi Rajabov。该党的政治立场是极左翼。该党的总部位于巴库。该党出版报纸《呼声》。该党的口号是“争取一个独立、模范和社会主义的阿塞拜疆！”。